# هاينز نيومان
هاينز نيومان (بالألمانية: Heinz Neumann)‏ هو صحفي وسياسي ألماني، ولد في 6 يوليو 1902 ببرلين في ألمانيا، وتوفي في 26 نوفمبر 1937. حزبياً، نشط في الحزب الشيوعي في ألمانيا. انتخب عضو مجلس النواب الألماني للجمهورية فايمار.

## روابط خارجية
- هاينز نيومان على موقع مونزينجر (الألمانية)